# Ulf Glimstedt
Ulf Karl Jakob Glimstedt, född 5 april 1915 i Karlskrona, död 27 januari 2001 i Täby, Stockholms län, var en svensk ingenjör och företagsledare.
Glimstedt utexaminerades från Chalmers tekniska högskola 1937. Han var anläggningsingenjör vid Sydsvenska Kraft AB i Malmö 1938–1940, anställd vid Bränslekommissionen 1940, blev driftsingenjör och avdelningschef vid AB Skandinaviska Elverk 1941 och var verkställande direktör där 1952–1978. Han var styrelseledamot i bland annat AB Skandinaviska Elverk och dess dotterbolag samt Voxnans Kraft AB. 
Ulf Glimstedt var son till major Folke Eriksson och Kerstin Glimstedt. Han var gift med Ulfhild Carlsdotter Sparre (1915–1995), dotter till konteramiralen Ulf Carl Knutsson Sparre och Märta Wilhelmina Sparre (dotter till Robert Almström). Makarna Glimstedt är begravna på Djursholms begravningsplats.